# Gastes
 Gastes  (en occitano Gastas) es una población y comuna francesa, situada en la región de Aquitania, departamento de Landas, en el distrito de Mont-de-Marsan y cantón de Parentis-en-Born. Limita al norte con Biscarrosse, al este con Parentis-en-Born y Ychoux, al sur con Sainte-Eulalie-en-Born  y al oeste con el océano Atlántico (campo militar, acceso prohibido).

## Demografía
| 234 | 205 | 259 | 281 | 368 | 410 |
| Para los censos de 1962 a 1999 la población legal corresponde a la población sin duplicidades (Fuente: INSEE [Consultar]) |     |     |     |     |     |